# 세방화
세방화(世方化) 또는 글로컬라이제이션(영어: glocalization)은 세계화(世界化)를 의미하는 글로벌라이제이션(globalization)과 지방화(地方化)를 의미하는 로컬라이제이션(localization)의 합성어로서 영국의 사회학자 롤랜드 로버트슨(Roland Robertson)이 제안한 신조어이다.
이 개념은 세계화를 추구하면서 동시에 현지 국가의 기업 풍토를 존중하는 경영 방식을 말한다. 즉, 세계화와 현지화를 동시에 이뤄 시너지 효과를 극대화하려는 다국적 기업의 현지 토착화를 뜻하는 것으로 지방 사람들(Local)의 의식, 문화, 행동양식을 국제적인 수준(Global)으로 발전시키기 위해 대도시 중심의 경제 및 문화활동을 지방에서 활동시키는 것을 말한다.
글로컬라이제이션 전략은 기업 경영에 전 세계 시장을 대상으로 경영활동을 수행하되 현지의 사업 풍토(문화, 기호, 소비자 행동의 차이 등)를 반영하여 현지에 맞는 전략을 실행하는 것이다. 기업의 전략방향이나 기본적 가치관은 동일하게 운영하되, 제품의 성능이나 마케팅 방식, 조직 운영 등은 현지 실정에 맞게 수정함으로써 경쟁력을 강화하기 위해 노력하는 것이다. 지방 고유의 독창성을 세계적인 언어와 방식으로 소개하여 세계인들에게 그 접근성을 높이는 전략을 주로 사용한다. 글로컬 기업은 그 영역과 범위에 있어서 국제적일 수 있는 기술을 보유하되, 시장에 있어서는 지역적 특성을 살려나가는 기업을 말한다. 현재의 글로컬 기업 대부분은 실험과 적응이라는 장기적인 진화 과정을 거친 후에야 오늘에 이르렀다.
헤겔의 3단 논법 측면에서 바라보면, 정(자국의 문화)- 반(세계의 문화)- 합(자국의 문화+세계의 문화=새로운 문화)으로 자국의 문화를 한 단계 선진화시키는 것이라고 볼 수 있다.

## 글로컬라이제이션 사례

### 성공사례
1) JBK Global Inc. "글로컬라이제이션으로 동남아 한류 확장의 선봉장 역할 기대"
제이비케이 글로벌(JBK Global Inc.)에서는 해외 지사들의 현지화를 시작으로 국내 상품의 경쟁력을 해외에 알리는 것을 목표로 하고 있으며, 고객들의 니즈를 파악하여 적절한 상품을 적시에 직접 전달해드리는 역할을 할 것입니다. 한국 패션상품을 시작으로 향후 국내의 다양한 상품군을 취급할 예정이며, 지역적 확장 계획으로는 대만을 시작으로 태국 및 기타 동남아 지역, 즉 한류의 흐름을 따라 아시아지역에 집중적으로 확장하는 것을 목표로 가지고 있습니다.
2) 신한은행 "글로컬라이제이션으로 아시아 1등 달성"
신한은행의 위기극복 DNA는 '글로벌 리테일시장 진출'이었다. 이 DNA가 담고 있는 핵심정보가 바로 '글로컬라이제이션(글로벌+현지화)'다. 한국계 은행들의 해외영업이 주로 해외에 진출해 있는 한국계 기업이나 교민들을 대상으로 하는 영업이었다면 신한은행의 해외진출은 현지화에 초점을 맞췄다. 신한은행은 일본과 중국, 미국 등 전략적 중요도가 높은 지역과 베트남, 인도 등 성장성이 높은 이머징 마켓 지역에 중점을 두면서 신한은행의 최고성과를 이들 지역에 접목시키고 글로벌 역량 강화를 통해 핵심시장내에서 최고의 성과를 내고 있다.
3) 씨에스윈드(주)-풍력타워 해외수출 신화를 쏘다
글로벌 증권계에서는 이미 그린비지니스 업종중 가장 성장성이 높은 회사 중 하나로 주목받은 바 있는 이 기업은 2006년 6억원에 불과하던 당기순이익은 2008년 1486억원을 기록했다. 매년 100% 가까운 성장률을 보이고 있다.
씨에스윈드는 매년 2,000여개 이상의 풍력타워를 생산해 전량을 미국과 유럽 시장에 수출하고 있다. 세계적인 풍력타워 제조업체로 자리매김했다. 씨에스윈드는 매년 2,000여개 이상의 풍력타워를 생산해 전량을 미국과 유럽 시장에 수출하고 있다. 씨에스윈드의 성공 비결은 전 세계를 시장으로 삼는 글로벌라이제이션 전략을 사용했기 때문이다.
4) 미키마우스와 글로컬라이제이션
미국의 대표적인 만화 캐릭터인 미키마우스가 일본으로 건너가면서 입 크기를 줄이는 성형수술을 받았다고 한다. 일본인들이 입이 작은 캐릭터를 더 선호한다는 판단에서다. 미키마우스뿐만 아니라 최근 영화로도 큰 인기를 얻었던 스파이더맨도 인도에 진출할 때는 동양인 얼굴에 현지 의상을 입혔다고 한다.
미국 문화의 대표적인 글로벌 상품으로 꼽히는 만화 캐릭터가 다른 문화권에 속한 소비자들의 공감을 얻기 위해 대수술을 하고 있는 것이다. 즉, 세계 어디서나 동일한 ‘글로벌 스탠더드’가 원칙이지만 현지 사정에 유연하게 적응하는 전략인 ‘글로컬라이제이션(glocalization)’을 이용하고 있다람쥐

### 실패사례
월마트와 까르푸
이 두 업체는 한국 시장에 정착하지 못하고 철수하였는데, 그 이유가 바로 한국 소비자들의 취향과 문화적 특성을 이해하지 못한 채 선진국에서 성공했던 유통 영업방식을 그대로 적용했기 때문이라고 할 수 있다. 두 업체는 자국에서 해오던 기존 방식대로 어두운 창고형 매장과 높은 진열대, 대량 냉동묶음 식품을 판매하였는데, 밝고 고급스러운 분위기의 매장과 손이 닿을 수 있는 높이의 진열대 그리고 신선 식품을 구매하여 요리하는 한국 소비자들의 문화를 전혀 이해하지 못했던 것이다. 결국 이들 선진유통업체들은 선진 유통방식을 통한 수익성과 경쟁력 확보를 맹신함으로써 한국 소비자의 기호에 맞는 현지화에 실패하게 되었고, 국내 기업에 매각되어 철수하게 된 것이다. ([국제경영] 글로벌환경: 정치사회환경 글로벌라이제이션 효과)

## 글로컬라이제이션의 중요성
글로컬라이제이션은 21세기 기업들의 생존 전략으로 자리 잡고 있다. 세계화를 추구하는 동시에 현지 국가의 기업 풍토를 존중해야만 갈수록 치열해지는 경쟁에서 살아남을 수 있기 때문이다. 글로벌화뿐만 아니라 지역 사회의 일원으로서 공공성을 구현해야 하는 대학에도 글로컬라이제이션은 더 이상 선택이 아닌 필수다.
"인바운드(in-bound) 국제화와 아웃바운드(out-bound) 국제화를 함께 추진해 글로컬 인재를 양성해야 한다는 목소리가 커지고 있다. 또한 "세계화와 현지화가 동시에 추진될 때 최고의 경쟁력을 확보할 수 있다"는 주장도 있다.
세계화와 지역 블록화가 동시다발적으로 전개되는 상황에서 글로컬라이제이션에 실패한 기업은 도태될 수밖에 없다.
특히 기업 처지에서 세계화는 경영원칙의 투명성을 높이고 시스템을 선진화하는 데 필수적이다. 하지만 현지화 없이는 결코 다국적기업을 뛰어넘을 수 없다. 즉 다국적기업에는 낯선 현지화의 장점을 적극 활용해야 한다. 아무리 글로벌 스탠더드를 외쳐도 시장과 고객, 상품만큼은 현지 기업을 따라올 수 없다. 세계화와 현지화가 조화될 때 기업 경쟁력도 극대화될 수 있다.  

## 한국의 글로컬라이제이션의 모습
1990년대에 확산된 지방분권화 운동으로 지방마다 지방의 특성을 살린 세계화 바람이 활발히 불었다. 각종 지역 축제나 국제 경기 유치 등이 그 예라고 볼 수 있다. 난타, 한국 전통 소재를 다룬 드라마 등이 세방화의 성공 사례라고 볼 수 있다.

## 같이 보기
- 미국화
- 국제화와 지역화
- 맥도날디제이션